# Diego Tristán Herrera
Diego Tristán Herrera (La Algaba, Província de Sevilla, 5 de gener de 1976) és un futbolista andalús. Juga de davanter i el seu primer equip va ser el Real Betis B. Actualment juga al Cadis CF.

## Trajectòria

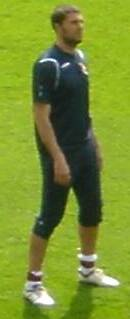
Diego Tristán Herrera

Començà jugant en el Real Betis B, equip inferior del Reial Betis. El 1998 va fitxar pel Mallorca B, on aviat es va fer un lloc en el primer equip.
Va debutar a la Primera divisió espanyola el 12 de setembre de 1999 al partit Real Mallorca 3-1 Numancia.
L'any 2000 va signar amb el Deportivo de La Coruña. Aquell mateix estiu va aconseguir el seu primer títol, la Supercopa d'Espanya.
Aquella temporada va aconseguir un subcampionat de lliga. La temporada següent (01-02) el seu equip va tornar a repetir posició en la lliga i a més es va proclamar campió de la Copa del Rei.
Aquest títol li permetria al Deportivo de La Coruña guanyar-ne una altra Supercopa d'Espanya uns mesos després contra el campió de lliga, el València CF.
A més, aquesta va ser la millor temporada per a Tristán, ja que a més dels dos títols, va guanyar el Trofeu pichichi en marcar 21 gols a la Primera Divisió espanyola.
El setembre del 2006, amb el mercat de fitxatges ja tancat, va rescindir el seu contracte amb el Deportivo, després de quedar-se sense fitxa amb el club. Així i tot, va poder fitxar setmanes més tard pel Real Mallorca, que s'havia guardat una fitxa per poder contractar el davanter andalús.
Després d'una llarga època a l'ombra, disputant sol 13 partits sense marcar, va ser alliberat el gener del 2007.
Després de passar per l'AS Livorno italià va quedar sense equip, fitxant pel West Ham United FC on va jugar una temporada. El juliol de 2009 va fitxar pel Cadis CF.

## Selecció espanyola
Ha estat internacional amb la selecció espanyola en 15 ocasions, marcant quatre gols. El seu debut com a internacional es va produir el 2 de juny del 2001 en el partit Espanya 4-1 Bòsnia i Hercegovina.

### Participacions en Copes del Món
| Mundial                     | Seu                  | Resultat        |
| --------------------------- | -------------------- | --------------- |
| Copa del Món de Futbol 2002 | Corea del Sud i Japó | Quarts de final |

## Clubs
| Club                   | País       | Any       |
| ---------------------- | ---------- | --------- |
| Real Betis B           | Espanya    | 1995-1998 |
| Mallorca B             | Espanya    | 1998-1999 |
| Reial Mallorca         | Espanya    | 1999-2000 |
| Deportivo de La Coruña | Espanya    | 2000-2006 |
| Reial Mallorca         | Espanya    | 2006-2007 |
| AS Livorno             | Itàlia     | 2007-2008 |
| West Ham United FC     | Anglaterra | 2008-2009 |
| Cadis CF               | Espanya    | 2009-     |

## Estadístiques

### Real Betis B
| Temporada | Competició           | Partits Jugats | Gols |
| --------- | -------------------- | -------------- | ---- |
| 1995-96   | Lliga (2a Divisió B) | 38             | 11   |
| 1996-97   | Lliga (2a Divisió B) | 33             | 1    |
| 1997-98   | Lliga (2a Divisió B) | 24             | 11   |

### RCD Mallorca B
| Temporada | Competició           | Partits Jugats | Gols |
| --------- | -------------------- | -------------- | ---- |
| 1998-99   | Lliga (2a Divisió B) | 39             | 15   |

### RCD Mallorca
| Temporada | Competició      | Partits Jugats | Gols |
| --------- | --------------- | -------------- | ---- |
| 1999-2000 | Lliga           | 35             | 18   |
| 1999-2000 | Copa de la UEFA | 11             | 5    |
| 2006-2007 | Lliga           | 13             | 0    |
| 2006-2007 | Copa del Rei    | 2              | 0    |

### Deportivo de La Coruña
| Temporada | Competició          | Partits Jugats | Gols |
| --------- | ------------------- | -------------- | ---- |
| 2000      | Supercopa d'Espanya | 2              | 1    |
| 2000-2001 | Lliga               | 29             | 19   |
| 2000-2001 | Lliga de Campions   | 11             | 2    |
| 2001-2002 | Lliga               | 34             | 20   |
| 2001-2002 | Lliga de Campions   | 12             | 6    |
| 2002-2003 | Lliga               | 23             | 9    |
| 2002-2003 | Lliga de Campions   | 10             | 4    |
| 2003-2004 | Lliga               | 34             | 9    |
| 2003-2004 | Lliga de Campions   | 11             | 4    |
| 2004-2005 | Lliga               | 23             | 9    |
| 2004-2005 | Lliga de Campions   | 1              | 0    |
| 2005-2006 | Lliga               | 36             | 11   |
| 2005      | Copa Intertoto      | 5              | 1    |

## Palmarès

### Campionats estatals
| Títol               | Club                   | País    | Any  |
| ------------------- | ---------------------- | ------- | ---- |
| Supercopa d'Espanya | Deportivo de La Coruña | Espanya | 2000 |
| Copa del Rei        | Deportivo de La Coruña | Espanya | 2002 |
| Supercopa d'Espanya | Deportivo de La Coruña | Espanya | 2002 |